# Нижняя Пыхта
Нижняя Пыхта — деревня в Дебёсском районе Удмуртии.

## География
Находится в восточной части Удмуртии на расстоянии приблизительно 9 км на северо-восток по прямой от районного центра села Дебёссы.

## История
Известна с 1748 года как деревня Пыхта. В 1873 году (уже Пыхта нижняя) учтено здесь 34 двора, в 1893 57 дворов (все русские), в 1905 — 67, в 1924 — 69. До 2021 года являлась административным центром Нижнепыхтинского сельского поселения.

## Население
Постоянное население составляло 6 мужчин (1748), 28 (1802), 251 житель (1873), 334 (1893), 462 (1905), 381 (1924), 389 человек в 2002 году (удмурты 62 %, русские 38 %), 278 в 2012.